# Crannóg von Drumclay
Der Crannóg von Drumclay (irisch Crannóg Dhroim Cléithe; auch Cherrymount Crannóg genannt) ist ein Crannóg in einem ehemaligen kleinen See unweit des Lough Erne bei Enniskillen im County Fermanagh in Nordirland. Er scheint mehr als 1000 Jahre, vom 6. Jahrhundert oder früher bis zum 17. Jahrhundert, genutzt worden zu sein. 

## Grabung
Der Crannóg wurde seit 2011 von Nora Bermingham ausgegraben, weil er in der Trasse des Cherrymount-Link-Bypass lag und später unter dem Asphalt verschwand. Es handelt sich um einen der größten und bedeutendsten Fundplätze seiner Art, die mehr als 100 Jahre untersucht wurden.
In den drei Meter dicken Schichten sind die Reste von etwa 30 Häusern freigelegt worden. Die Grabung hat fast 4000 Artefakte erbracht. Zu den ansehnlichen gehören eine hölzerne Schüssel mit einem lateinischen Kreuz, einige exquisite Kämme (nordeuropäischer Prägung) aus Geweih und Knochen, Lederschuhe, Knochenmesser und -nadeln, Spielsteine, sowie die größte Keramiksammlung, die je in einem nordirischen Crannóg gefunden wurde. Die geborgenen Artefakte, darunter auch Teile von Einbäumen, gehen bis 900 n. Chr. zurück.
Eine interessante Entdeckung war ein Skelett aus dem 15. oder 16. Jahrhundert. Die Überreste gehören zu einer jungen Frau, die vielleicht ein vorzeitiges Ende fand, da der Schädel beschädigt war und sie nicht auf einem Friedhof beerdigt wurde. Die Archäologen glauben, dass die Mitglieder einer adligen Familie dort von 600 bis 1600 n. Chr. gelebt haben und das Wohnhaus mit vielleicht vier oder fünf Nebengebäuden als Großfamilie mit Gesinde bewohnten.